# ألبارو بومبو

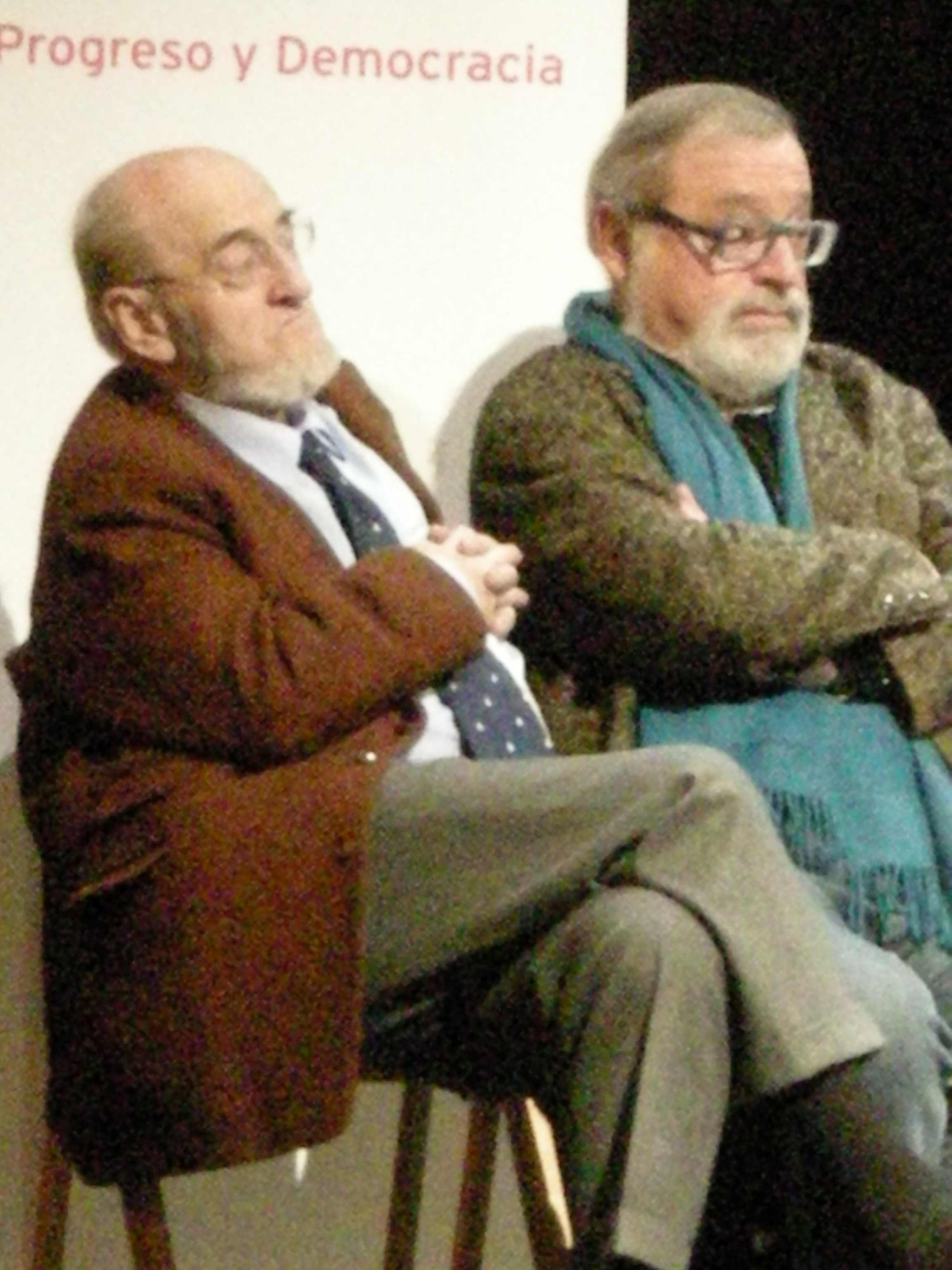
الفارو بومبو يسار معفيرناندو سافاتير

الفارو بومبو (بالاسبانية: Álvaro Pombo García de los Ríos) (ولد في 23 يونيو 1939 في سانتاندير منطقة كانتابرياإسبانيا) شاعر وكاتب وروائي ، درس في جامعة كمبلوتنسي بمدريد

## الجوائز
- 2006: منح Premio Planeta عن عمله
- 2012: جائزة نادال لروايته ارتجاف البطل   El temblor del héroe (The Trembles of the Hero

## روابط خارجية
- ألبارو بومبو على موقع الموسوعة البريطانية (الإنجليزية)
- ألبارو بومبو على موقع مونزينجر (الألمانية)